# كينيث أ. سبنسر
كينيث أ. سبنسر (بالإنجليزية: Kenneth A. Spencer)‏ هو صناعي أمريكي، ولد في 25 يناير 1902 في كولومبوس في الولايات المتحدة، وتوفي في 19 فبراير 1960.